# Dampierre-en-Yvelines
Dampierre-en-Yvelines és un municipi francès, situat al departament d'Yvelines i a la regió de Illa de França. L'any 2007 tenia 1.149 habitants.
Forma part del cantó de Maurepas, del districte de Rambouillet i de la Comunitat de comunes de la Haute Vallée de Chevreuse.

## Demografia

### Població
El 2007 la població de fet de Dampierre-en-Yvelines era de 1.149 persones. Hi havia 454 famílies, de les quals 118 eren unipersonals (57 homes vivint sols i 61 dones vivint soles), 123 parelles sense fills, 135 parelles amb fills i 78 famílies monoparentals amb fills.
La població ha evolucionat segons el següent gràfic:
Habitants censats

### Habitatges
El 2007 hi havia 512 habitatges, 459 eren l'habitatge principal de la família, 26 eren segones residències i 28 estaven desocupats. 437 eren cases i 71 eren apartaments. Dels 459 habitatges principals, 349 estaven ocupats pels seus propietaris, 98 estaven llogats i ocupats pels llogaters i 11 estaven cedits a títol gratuït; 12 tenien una cambra, 44 en tenien dues, 49 en tenien tres, 74 en tenien quatre i 280 en tenien cinc o més. 330 habitatges disposaven pel capbaix d'una plaça de pàrquing. A 180 habitatges hi havia un automòbil i a 250 n'hi havia dos o més.

### Piràmide de població
La piràmide de població per edats i sexe el 2009 era:
| Homes | Edats   | Dones |
| ----- | ------- | ----- |
| 0     | 95 o +  | 0     |
| 0     | 90 a 94 | 4     |
| 12    | 85 a 89 | 0     |
| 0     | 80 a 84 | 12    |
| 4     | 75 a 79 | 24    |
| 36    | 70 a 74 | 20    |
| 24    | 65 a 69 | 24    |
| 4     | 60 a 64 | 20    |
| 24    | 55 a 59 | 32    |
| 56    | 50 a 54 | 44    |
| 68    | 45 a 49 | 68    |
| 12    | 40 a 44 | 20    |
| 48    | 35 a 39 | 44    |
| 44    | 30 a 34 | 56    |
| 20    | 25 a 29 | 12    |
| 24    | 20 a 24 | 28    |
| 32    | 15 a 19 | 28    |
| 36    | 10 a 14 | 36    |
| 52    | 5 a 9   | 40    |
| 32    | 0 a 4   | 32    |

## Economia
El 2007 la població en edat de treballar era de 762 persones, 569 eren actives i 193 eren inactives. De les 569 persones actives 514 estaven ocupades (266 homes i 248 dones) i 56 estaven aturades (27 homes i 29 dones). De les 193 persones inactives 46 estaven jubilades, 87 estaven estudiant i 60 estaven classificades com a «altres inactius».

### Ingressos
El 2009 a Dampierre-en-Yvelines hi havia 427 unitats fiscals que integraven 1.134 persones, la mediana anual d'ingressos fiscals per persona era de 32.558 €.

### Activitats econòmiques
Dels 90 establiments que hi havia el 2007, 1 era d'una empresa extractiva, 3 d'empreses alimentàries, 2 d'empreses de fabricació de material elèctric, 4 d'empreses de fabricació d'altres productes industrials, 8 d'empreses de construcció, 11 d'empreses de comerç i reparació d'automòbils, 3 d'empreses de transport, 8 d'empreses d'hostatgeria i restauració, 2 d'empreses d'informació i comunicació, 4 d'empreses financeres, 2 d'empreses immobiliàries, 21 d'empreses de serveis, 10 d'entitats de l'administració pública i 11 d'empreses classificades com a «altres activitats de serveis».
Dels 19 establiments de servei als particulars que hi havia el 2009, 1 era una oficina de correu, 2 tallers de reparació d'automòbils i de material agrícola, 1 paleta, 2 guixaires pintors, 1 lampisteria, 2 empreses de construcció, 2 perruqueries, 6 restaurants, 1 agència immobiliària i 1 saló de bellesa.
Dels 5 establiments comercials que hi havia el 2009, 1 era una botiga de més de 120 m², 1 una botiga de menys de 120 m², 2 carnisseries i 1 una botiga de mobles.
L'any 2000 a Dampierre-en-Yvelines hi havia 4 explotacions agrícoles que ocupaven un total de 672 hectàrees.

## Equipaments sanitaris i escolars
L'únic equipament sanitari que hi havia el 2009 era una farmàcia.
El 2009 hi havia una escola elemental.

## Poblacions més properes
El següent diagrama mostra les poblacions més properes.